# Anti-Defamation League
Anti-Defamation League (ADL) er en amerikansk, jødisk lobbyorganisation grundlagt i 1913 med det formål at stoppe krænkelse af jøder og jødedom. ADL's formålsparagraf slår fast at "[t]he immediate object of the League is to stop, by appeals to reason and conscience and, if necessary, by appeals to law, the defamation of the Jewish people. Its ultimate purpose is to secure justice and fair treatment to all citizens alikeand to put an end forever to unjust and unfair discrimination against and ridicule of any sect or body of citizens".
Organisationen kæmper mod organisationer, institutioner og enkeltpersoner som de opfatter som "antisemitiske" eller "ekstremistiske". Den kæmper også mod diskriminering og hetz mod andre trosretninger, og har haft nære bånd til amerikanske borgerretsorganisationer.[kilde mangler]
Kritikere, heriblandt Noam Chomsky, har beskrevet organisationen som havende et ensidigt fokus på at støtte israelsk politik, og betegne alle former for kritik af organisationen som "antisemitisk". Det er også kontroversielt at organisationen har ført mapper og oversigter over grupper, der er kritiske over for Israel,som også har inkluderet organisationer såsom American Civil Liberties Union og African National Congress.

## Historie
ADL blev grundlagt i 1913 som en direkte respons på justitsmordet mod Leo Frank, en jødisk fabrikejer i staten Georgia som var blevet anklaget for mord (senere efterforskning viste at han var uskyldig) og derefter lynchet af en racistisk pøbel mens han ventede på at sagen skulle komme op igen for retten.
Siden grundlæggelsen af staten Israel har forsvaret af denne været særligt vigtigt. ADL slår fast at "[c]riticism of particular Israeli actions or policies in and of itself does not constitute anti-Semitism. Certainly the sovereign State of Israel can be legitimately criticized just like any other country in the world. However, it is undeniable that there are those whose criticism of Israel or of "Zionism" is used to mask anti-Semitism."

## Kritik af ADL
Norman Finkelstein, forfatter af den kontroversielle "The Holocaust Industry", har anklaget ADL for at fremstille jøderne som historiens største offerfolk. Ifølge Finkelstein bidrager en sådan fremstilling til at dæmpe betydningen af undertrykkelse og forfølgelse af andre folkegrupper, som sigøjnere, armenerne i Tyrkiet og palæstinensere i dagens Israel. Han anklager dem, i lighed med flere kritikere, for at sætte lighedstegn mellem kritik af Israel og antisemitisme. Kritikere mener også at ADL overdriver omfanget af antisemitisme, både i sig selv og i forhold til hetzen mod andre grupper, for at fremhæve særlige jødiske og/eller zionistiske mål.
I 2002 blev ADL kendt skyldig i at have spioneret mod flere prominente pro-palæstinske aktivister i USA, deriblandt Jeff Blankfort.

## Fodnoter
1. ↑  "About ADL". ADL. Arkiveret fra originalen 13. april 2008. Hentet 28. maj 2007.
2. ↑  "More About ADL". ADL.
3. ↑  Noam Chomsky, Necessary Illusions, Appendix V, Segment 20
4. ↑  "1930–1940 The World and ADL Were Changing..." History of the ADL. ADL.
5. ↑  Richard C. Paddock, "New Details of Extensive ADL Spy Operation Emerge," Los Angeles Times, April 13, 1993, A1
6. ↑  Burghardt, Tom (16. januar 1997). "The 'Public-Private Partnership'". Antifa Info-Bulletin. Arkiveret fra originalen 11. februar 2001. Hentet 28. juni 2016.
7. ↑  Moore, Deborah Dash (1981). B'nai B'rith and the Challenge of Ethnic Leadership. State University of New York Press. s. 108. ISBN 978-0873954808.
8. ↑  Jerome A. Chanes (2001). "Who Does What?".  I Louis S; y Maisel; Ira N. Forman; Donald Altschiller; Charles Walker Bassett (red.). Jews in American Politics: Essays. Rowman & Littlefield. s. 105. ISBN 978-0742501812.
9. ↑  "Anti-Semitism and Criticism of Israel". ADL. Arkiveret fra originalen 25. oktober 2012. Hentet 28. juni 2016.
10. ↑  Finkelstein, Norman. Beyond Chutzpah: On the Misuse of Anti-Semitism and the Abuse of History, University of California Press, 2005, pp. 21–22.
11. ↑  http://www.counterpunch.org/2002/02/25/the-adl-spying-case-is-over-but-the-struggle-continues/

38°54′14.44″N 77°2′26.11″V / 38.9040111°N 77.0405861°V